# Mona Ameziane
Mona Ameziane (* 2. Januar 1994 in Marl) ist eine deutsche Moderatorin im Hörfunk und Fernsehen.

## Werdegang
Ameziane ist die Tochter eines Marokkaners und einer Deutschen. Sie studierte Journalistik an der Technischen Universität Dortmund und Französisch an der Ruhr-Universität Bochum. Während ihres Studiums absolvierte sie ein einjähriges Volontariat beim WDR. Seit 2016 arbeitet sie als Autorin und Redakteurin für den Sender. Seit 2017 ist Ameziane als Moderatorin bei den Hörfunksendern WDR 5 und 1 Live tätig. Seit 2019 ist sie regelmäßig in der Fernsehsendung Neuneinhalb zu sehen, seit dem 21. November 2022 gehört sie im WDR Fernsehen zum Moderatorenteam des Informationsmagazins Aktuelle Stunde. 2022 moderierte sie die Live-Gala der 1 Live Krone. Seit Mai 2023 stellt Ameziane zusammen mit Christine Westermann im Podcast Zwei Seiten – Der Podcast über Bücher Literatur zu verschiedenen Themen vor.

## Auszeichnungen
2019 erhielt Ameziane bei der Verleihung des Kurt-Magnus-Preises der ARD den dritten Preis für die Moderation der Radiosendung 1Live Stories.